# IC 4693
IC 4693 bezeichnet im Index-Katalog drei scheinbar dicht beieinander liegende Sterne im Sternbild Herkules. Der Katalogeintrag geht auf eine Beobachtung des Astronomen Guillaume Bigourdan am 3. Juli 1894 zurück.